# Sten Sture mlajši
Sten Sture mlajši (švedsko Sten Sture den yngre) je bil zemljiški gospod Ekesiöa, švedski državnik in regent v obdobju Kalmarske unije, * 1493, Švedska, 3. februar 1520, jezero Mälaren, Švedska.

## Življenje
Rojen je bil leta 1493 kot sin regenta Svanteja Nilssona, potomca družine Sture iz Ekesiöja, in Iliane Gisladotter Gädda, dedinje Ulvåse.
Ob očetovi smrti je bil star komaj osemnajst let. Visoki svet švedskega plemstva je zato za regenta izbral višjega svetovalca Erika Trolleja, ki je podpiral zvezo z Dansko. Sten je izkoristil gradove in vojsko, ki mu jih je zapustil oče, in izvedel državni udar. Ker je po udaru obljubil, da bo začel pogajanja z Dansko, ga je Visoki svet sprejel za regenta namesto odstavljenega Trolleja. 
Stenov resničen namen je bil obdržati Švedsko neodvisno od Danske. Privzel je priimek Sture, dediščino svoje praprababice, ki je simboliziral neodvisnost Švedske in spominjal na Stena Stureja starejšega, očetovega tretjega bratranca. 
Regent Sten se je zavedal, da bo slej ko prej izbruhnila neizogibna vojna z Ivanom Danskim (umrl 1513) in njegovim sinom in naslednikom Kristijanom II., zato je leta 1513 sklenil premirje s Rusijo.
Med regentom Stenom in nadškofom Gustavom Trollejem, sinom Erika Trolleja, je nastal spor, ker je nadškof zahteval več avtonomije cerkve. Regent Sten je nadškofa odstavil in zaprl. Švedsko je zatem napadel Kristijan II. Proti koncu vojne je bil Sten Sture v bitki pri Bogesundu 19. januarja 1520 smrtno ranjen. Na poti v Stockholm je na zamrznjenem jezeru Mälaren umrl. 
Na Švedskem je bil ustoličen Kristijan II. in nadškof Gustav Trolle je dobil priložnost maščevati se vsem, ki so podprli Stureja pri njegovi odstavitvi. Naredil je njihov seznam, pripravil obtožbe in jih razglasil za heretike. Kralj Kristijan je dal vse obtožene usmrtiti v tako imenovanem Stockholmskem pokolu. 9. novembra 1520 so bil na Glavnem trgu obglavljeni ali obešeni dva škofa, štirinajst plemičev, trije župani, štirinajst mestnih svetnikov in okoli dvajset meščanov Stockholma. Usmrtitve so se naslednji dan nadaljevale. Po izjavi glavnega rablja je bilo usmrčenih 82 ljudi. Truplo Stena Stureja so izkopali in ga kot heretika sežgali na grmadi.

## Družina
Sten Sture mlajši in Kristina Gyllenstierna, prapravnukinja kralja Karla VIII., sta imela sina Svanteja Stenssona Stureja (1511), ki je postal grof Stegeholma. V 20. stoletju se je njegova daljna neposredna naslednica Sibila Saxe-Coburg-Gotha poročila z dednim princem Gustavom Adolfom. Z njunim sinom Karlom XVI. Gustavom se je kri Stena Stureja Mlajšega vrnila na švedski prestol.

## Sklic
1. ↑  Enciclopedia Sapere — De Agostini Editore, 2001.
2. ↑  Sten Svantesson Sture — 1917.
3. ↑  Find a Grave — 1996.
4. ↑  Lars Ericson Wolke. Stockholms Blodbad. Stockholm 2006. str. 141.

## Vira
- Bain, Robert (1911). Sture. V Chisholm, Hugh (ur.). Encyclopædia Britannica. 25 (11th ed.). Cambridge University Press. str. 1051–1052.
- Gilman, D.C., Peck, H.T., Colby, F.M., uredniki (1905). Sture . New International Encyclopedia (1st ed.). New York: Dodd, Mead.

| Sten Sture mlajši Rojen: 1493 Umrl: 5. februar 1520 |                          |                                            |
| Vladarski nazivi                                    |                          |                                            |
| Predhodnik: Eric Trolle                             | Regent Švedske 1512–1520 | Naslednik: Kristijan II. kot Kralj Švedske |